# Европейски пасищен кърлеж
Ixodes ricinus е един от най-разпространените в Европа и България кърлежи. Той е тригостоприемников като предпочита да паразитира не само при диви и домашни животни, но също така и при хората. Това може да бъде особено опасно ако кърлежът е заразен с патогени. Той е един от основните преносители на Лаймската болест. Среща се полупланински и планински райони, обитава влажни места.
Средната големина е от 2,5 до 4,5 mm. Размерът се различава обаче при различните полове. Женските обикновено са по-големи, отколкото мъжките. Върху гърба на мъжките има щитче което го покрива изцяло. При женските то е по-малко и покрива само част от гърба. Кърлежът издържа продължително време на гладуване. Пълното му развитие завършва за около една година. Възрастните форми се срещат през месеците април и май, а също и през октомври и ноември.
Освен лаймска болест при хората той е и основен преносител на бабезиозата при селскостопанските животни, анаплазмозата, различни вируси, кърлежовия енцефалит по конете и други.